# 엑세키아스

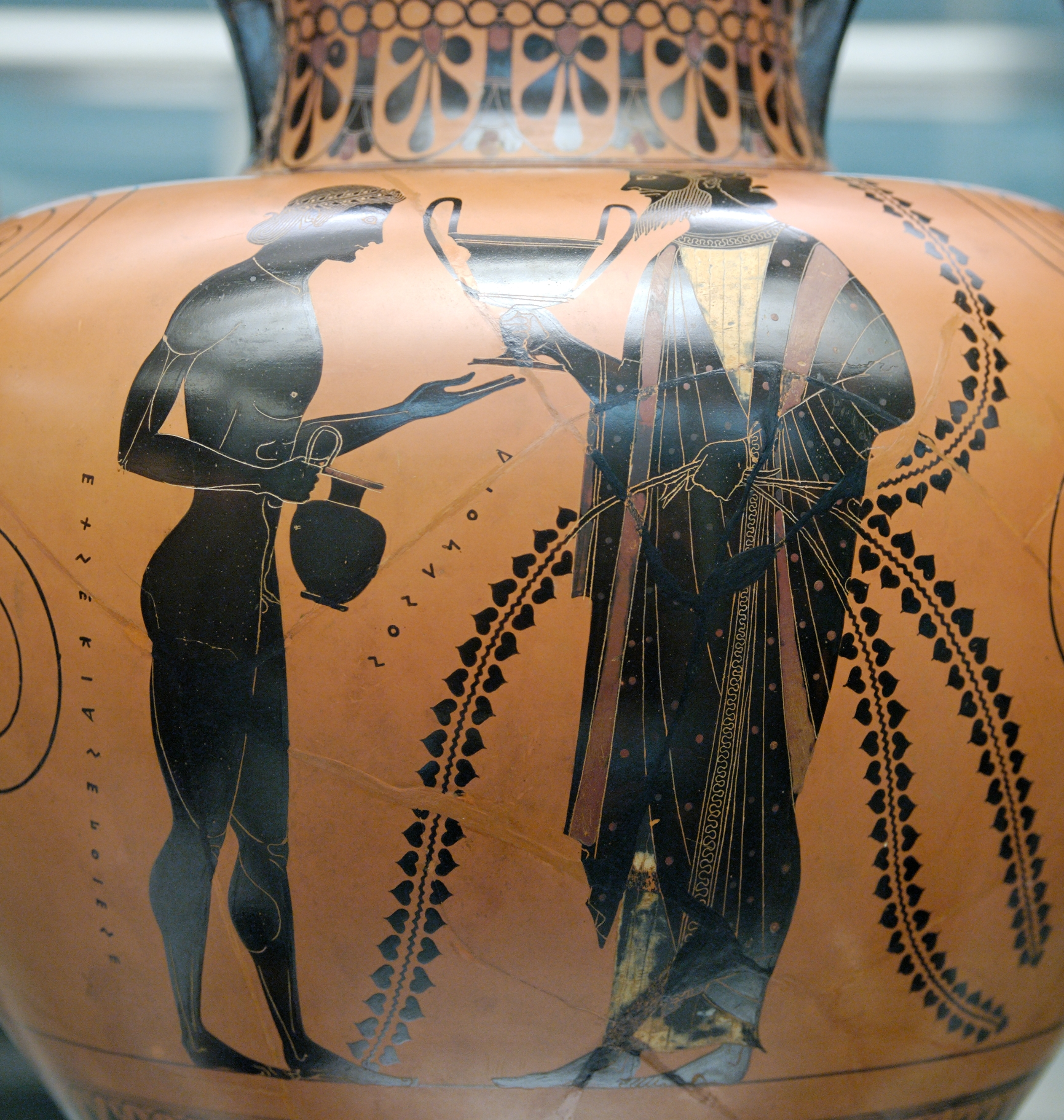
대영박물관에 위치한 디오니소스의 모습

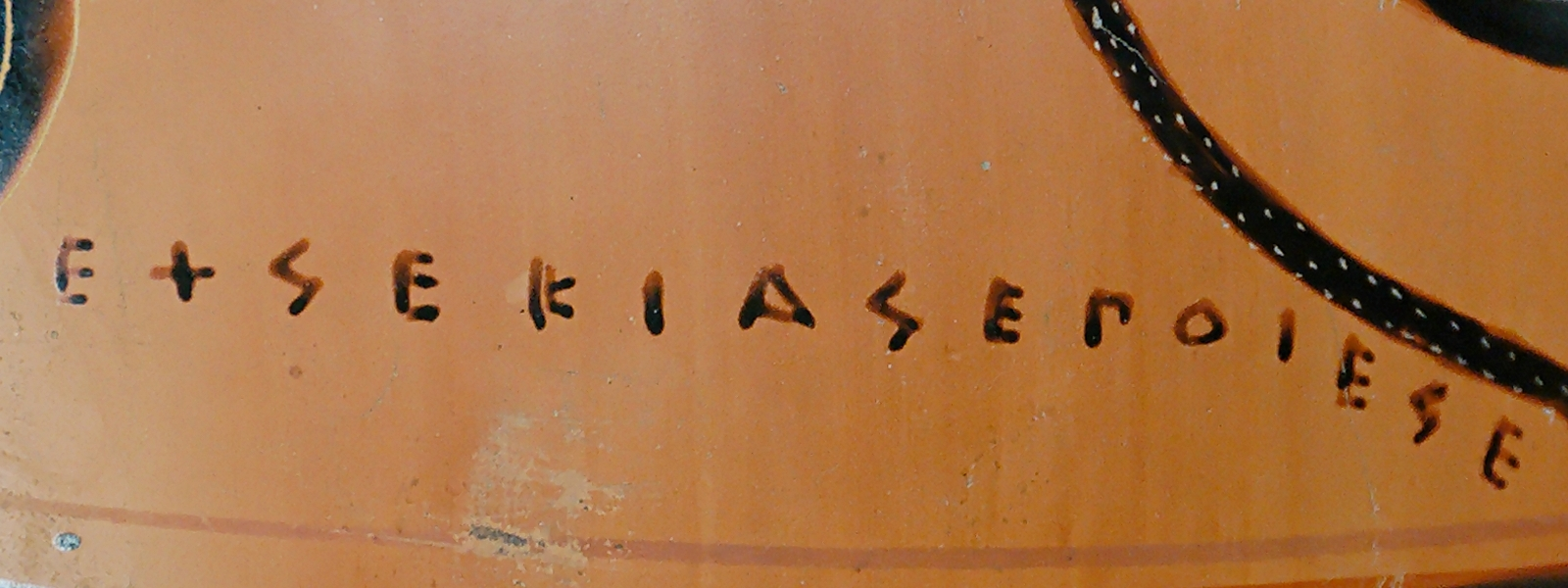
엑세키아스의 서명

엑세키아스(Exekias)는 기원전 545년 즈음부터 기원전 530년 사이 아테네에서 활동했던 고대 그리스 화병 화가이자 도예가이다. 엑세키아스는 점토 이장을 사용한 그림을 불로 검게 만드는 흑화식 기법을 주로 사용하였다. 엑세키아스는 절개 장식을 능수능란하게 이용하는 예술적 선견지명이 있는 미술역사가로 간주되며 심리학적으로 민감한 합성들로 인해 그를 모든 아테네 화병 화가들 가운데 가장 위대한 인물의 하나로 인정을 받는다.